# GAZ Geräte- und Akkumulatorenwerk Zwickau
GAZ Geräte- und Akkumulatorenwerk Zwickau GmbH (zkráceně GAZ) je německá společnost zaměřená na vývoj a výrobu průmyslových nikl-kadmiových (Ni-Cd) baterií a bateriových úložišť z lithium-iontových článků. Společnost byla založena v saském Zwickau v roce 1884 jako Friemann & Wolf a nyní působí globálně se zaměřením na evropské trhy, Střední východ, Asii a Ameriku.

## Historie

### Začátky
Na základě Davyho kahanu vyvinul saský inženýr Carl Wolf benzinovou bezpečnostní lampu, která svítila jasněji a nevydávala tolik kouře jako olejové lampy. V roce 1884 založil Wolf spolu se svým obchodním partnerem společnost Friemann & Wolf neboli FrieWo, která se brzy přesunula do nově postavené továrny v areálu, ve kterém GAZ sídlí dodnes.  
V roce 1904 začala FrieWo vyrábět také karbidová důlní svítidla. O šest let později představila společnost svou první elektrickou bezpečnostní lampu napájenou olověným akumulátorem a v roce 1913 lampu vybavenou Ni-Cd akumulátorem. V té době již společnost vlastnila nejméně 75 patentů v několika evropských zemích i v zámoří. O rok později byla vyrobena 1 500 000. benzínová lampa a v roce 1915 miliontá karbidka. Některá z těchto svítidel se používala i v zákopech na západní frontě první světové války.

### 1918-1952
Po skončení první světové války došlo k vyvlastnění dceřiných společností Friemann & Wolf G.m.b.H. v Belgii, Francii a USA. Některé z nich se ovšem brzy etablovaly jako svébytní výrobci důlního vybavení na svých trzích, přičemž společnost Wolf Safety Lamp Company Ltd., založená v roce 1912 v Sheffieldu ve Velké Británii, působí dodnes.

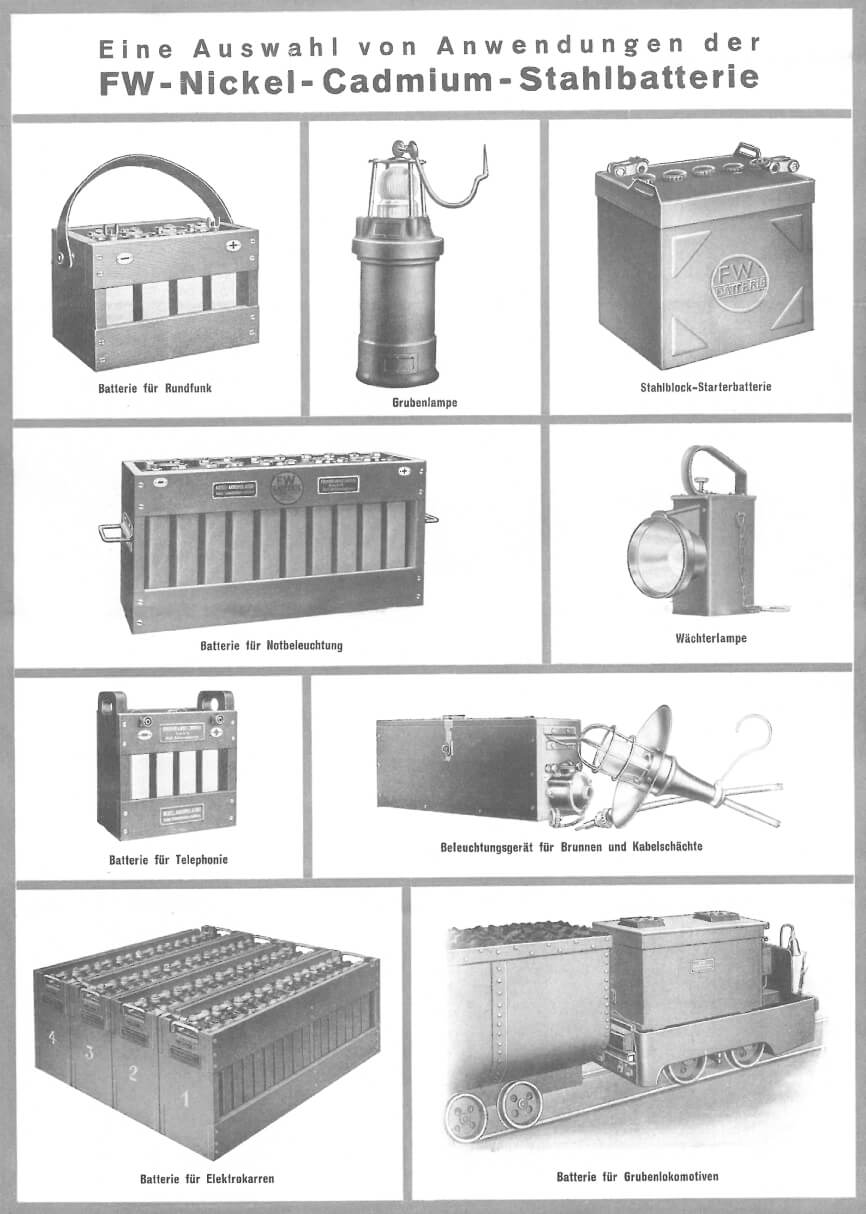
Reklamní leták Friemann & Wolf zobrazující různé uplatnění Ni-Cd baterií, 1938

Počátkem dvacátých let byly automobily stále častěji vybavovány elektrickými startéry, kolem poloviny dekády proto FrieWo přibrala výrobu autobaterií pro firmy Horch a Audi. O několik let později začala společnost dodávat baterie také Deutsche Reichsbahn, a po převzetí moci nacisty Wehrmachtu.
Po skončení druhé světové války se Zwickau ocitl v sovětské okupační zóně, administrativní sídlo společnosti se ovšem nacházelo v Duisburgu pod britskou správou. Výměnu zboží a peněz mezi oběma částmi FrieWo se dařilo udržovat do konce léta 1947, než byla definitivně utnuta. Z duisburského závodu se vyvinulo několik společností, včetně Friemann & Wolf Batterietechnik GmbH a FRIWO Gerätebau GmbH, mezinárodního výrobce nabíječek, napájecích zdrojů a podobně.  

### Zaměření na baterie
Po několika letech v sovětské správě byla továrna v dubnu 1952 navrácena NDR a přejmenována na VEB Grubenlampenwerke Zwickau/Sa. Výroba ve Zwickau se nadále soustředila na různé druhy elektrických svítidel od důlních lamp po ruční svítilny, zatímco výroba karbidek skončila v roce 1958 a výroba benzinových lamp v roce 1960.  Výrazně se zvýšila také produkce Ni-Cd akumulátorů a olověných autobaterií, které v roce 1979 tvořily čtyři pětiny výrobního sortimentu závodu.
Po pádu železné opony došlo k restrukturalizaci závodu, v jejímž důsledku se jeho část zaměřená na výrobu Ni-Cd baterií odštěpila pod názvem GAZ Geräte- und Akkumulatorenwerk Zwickau GmbH, zkráceně GAZ. Od roku 2005 byla GAZ součástí společnosti EnerSys, než ji v roce 2019 koupila česká společnost Bochemie. V rámci skupiny Bochemie je GAZ od roku 2025 součástí společnosti GAZ Energy.

## Výrobky
Kromě baterií se sintrovanými elektrodami určených pro letectví vyrábí společnost GAZ v současné době tři produktové řady Ni-Cd článků s kapsovými elektrodami. Jedná se o průmyslové baterie, které se často používají jako zdroje nepřerušovaného napájení (UPS), jako úložiště v kombinaci s výrobou energie z obnovitelných zdrojů, v ropném a plynárenském průmyslu, ale také na palubách lodí nebo letadel. 
Pod značkou GAZ Energy společnost nabízí také průmyslová bateriová úložiště sestávající z lithium-iontových článků, která jsou určena pro kombinaci s výrobou z OZE ve středním a větším měřítku, či také pro poskytování podpůrných služeb v rámci elektrické přenosové soustavy.